# Joan Nieuwenhuis
Johannes Adam (Joan) Nieuwenhuis (Amsterdam, 1 oktober 1856 – Haarlem, 13 december 1939) was een Nederlands krantenmaker, journalist en ambtenaar. Hij stond aan de basis van de stad Groninger krant Nieuwsblad van het Noorden en het uitgeversconcern Hazewinkel Pers.
Tijdens zijn studie bouwkunde in zijn geboorteplaats Amsterdam richtte hij in 1878 de eerste socialistische vereniging van Nederland op. Na afronding van zijn studie verhuisde Nieuwenhuis in 1882 naar stad Groningen waar hij hoofdopzichter werd bij de dienst Gemeentewerken. Hij werd al snel correspondent voor De Amsterdammer / Dagblad voor Nederland, een vooruitstrevend blad. Op advies van de radicale socialist Carel Gerritsen, de latere echtgenoot van Aletta Jacobs, ging hij de politieke strijd aan met Samuel van Houten, de Groningse liberale voorman. In 1888 stelde hij zich namens de Volkspartij kandidaat voor de Tweede Kamer-verkiezingen, maar hij werd gemakkelijk verslagen.
Rond 1886 ging hij zich meer en meer interesseren voor journalistiek en overwoog ontslag te nemen  bij gemeentewerken om zich volledig te richten op zijn hoofdredacteurschap van het 'linkse' Groninger Weekblad. In het belang van zijn gezin en op aandrag van de burgemeester bleef hij echter aan als ambtenaar. Het Groninger Weekblad was niet winstgevend en de schuld aan zijn drukker, Ruurt Hazewinkel, groeide. Toch ging diezelfde Hazewinkel met Nieuwenhuis in zee door de uitgave van een 'neutraal' dagblad. Dat Nieuwsblad van het Noorden zou vanaf 1888 dagelijks gaan verschijnen. Financieel liep de drukker hierbij nauwelijks risico: de schulden vanwege het Groninger Weekblad werden door de vermogende 'rode' boer Derk Roelof Mansholt (grootvader van Sicco) betaald.
Toen Nieuwenhuis uiteindelijk de drukkosten niet meer kon betalen nam Hazewinkel de krant gewoon over. Niet lang daarna verdween Nieuwenhuis naar Amsterdam, waar hij bij gemeentewerken van de gemeente Amsterdam zou belanden.
- Biografisch Portaal: 53365957
- Gemeinsame Normdatei: 173003931
- International Standard Name Identifier: 0000 0003 5654 4704
- Nederlandse Thesaurus van Auteursnamen: 068416792
- Virtual International Authority File: 189874249
- WorldCat: E39PBJbCTBWxXqJYbghYVq7PwC